# Síndrome de Lewis
El síndrome aquí descrito es el Síndrome de Lewis Pashayan.
También existe el Síndrome de Lewis-Summer
El Síndrome de Lewis-Pashayan es la asociación de fisura de labio y paladar con ectrodactilia de manos y pies.

## Descripción
Este síndrome se ha descrito en dos niños y una niña, siendo la niña medio hermana de uno de los niños. Los tres niños eran hijos de madres fenotípicamente normales. Uno de los medio hermanos también tenía temblores esenciales de herencia familiar paterna. La ausencia de displasia ectodérmica es estos casos excluye el síndrome de Ectrodactilia-displasia ectodérmica-fisura de labio y paladar (EEC), no pudiéndose establecer otra etiología.
Hasta hoy en día no se sabe que tipo de afección causa este síndrome, siendo de mayor probabilidad la genética, pero no se sabe a ciencia cierta.
- Datos: Q6137188